# Луис Капалди
Луис Марк Капалди (енгл. Lewis Marc Capaldi; 7. октобар 1996) шкотски је кантаутор. Капалди је постигао глобални успех током 2018. године, а 2019. године достигао је на прву позицију на UK Singles Chart својим синглом Someone You Loved.
Финалну верзију свог дебитантског албума Divinely Uninspired to a Hellish Extent, који је изашао 17. маја 2019. године , објавио је 18. фебруара 2019. године. Албум је доспео на прво место на британским и ирским листама.

## Каријера

### Рани почеци
Луис је научио свирати бубњеве и гитару када је имао две године, и започео своју музичку каријеру певајући по пабовима са 9 година. Посветио се музичкој каријери до 17. године. Открио га је његов менаџер Рајан Валтер преко аудио записа на Капалдијевом Саундклауд (SoundCloud) налогу.
Своју деби верзију објавио је снимком Bloom EP 20. октобра 2017  на којој је радио са награђиваним продуцентом- Малајем, дугогодишњим сарадником Франка Оушена . Касније је објавио своју прву нумеру Bruises 31. марта 2017. године. Песма је брзо достигла близу 28 милиона стримова на Спотифају широм света, што га је учинило најбржим непотписаним уметником који је достигао 25 милиона стримова на музичкој платформи. Убрзо потом, потписао је уговор са Vrigin EMI Records и Capitol records .

### Већа слава и европска турнеја (2017—2018)
Крајем 2017. године Kапалди је именован за једног од Вево препознатих Artists to Watch 2018. Капалди је, такође, био дуго на листи за Би-Би-Си Мјузик Sound of 2018 . 
Подржао је Рег'н'Боун Мена на својој европској турнеји у новембру 2017. године, и Милки Ченса на својој северноамеричкој турнеји Blossom у јануару 2018. године. Он је привукао пажњу познатих личности, укључујући Клое Грејс Морец, Кајга, Џејмс Беја, Ели Голдинг  и Најала Хорана . Убрзо, Хоран је позвао Капалдија да га подржи на два наступа на својој Фликр светској турнеји (Flicker World Tour) у SEC Armadillo у Гласгову у марту 2018. године. У мају 2018, Kапалди се придружио Саму Смиту на својој The Thrill of It All европској турнеји, као предгрупа Смиту на преко 19 наступа. Ово је пропраћено и Капалдијевом објавом о четвртој водећој британској и европској турнеји, укључујући два распродата наступа у Barrowland Ballrom у Глазгову.
Капалди је именован као један од два извођача на Би-Би-Си Радио 1 "Британској листи", омогућавајући му три узастопна места на Радио 1 плејлисти. У августу 2018. године, ирски Инди рок бенд Кодалајн позвао је Капалдија као предгрупу на концерту у Белфасту . Поред тога, Капалди је био укључен у поставу за многе фестивале током лета 2018. године, укључујући: Lollapolooza, Bonnaroo, Firefly, Mountain Jam, Osheaga, Reading & Leeds Festival, Rize и TRNSMT.

### Номинација заBreachи БРИТ (2018)
Kапалдијев други EP Breach објављен је 8. новембра 2018. године, укључујући претходно објављене синглове "Tough" и " Grace ", заједно с новим пјесмама " Someone You Loved " и демо "Something Borrowed". Зејн Лоуви је премијерно пустио песму "Someone You Loved" на Епловом Битс 1 радију на дан објављивања.
Дана 14. новембра 2018, Капалди је извео обраду песме " Shallow " Лејди Гаге из филма Звезда је рођена уживо на Би-Би-Си Радио 1 Лајв Ланџу . До данас, Капалди је одсвирао на четири распродане распродане турнеје, а у првих 10 месеци турнеје продао је 60.000 улазница. Тренутно наступа уз Бастиљ на њиховој турнеји Still Avoiding Tomorrow, током 2019. године.
Капалди је номинован за награду Brit Critics' Choice за 2019. годину, заједно са Махалијом и победником Семом Фендером .

### Divinely Uninspired To A Hellish Extentи глобална популарност (2019—данас)
Капалди је 2019. годину започео синглом " Someone You Loved ", присутном на листама у 29 земаља широм света, која је постала хит широм Европе, Азије и Аустралије. Његов дебитантски албум Divinely Uninspired To A Hellish Extent уследио је у јуну поставши најпродаванији албум у Великој Британији у последњих пет година, и провео је пет недеља на првом месту у првих шест недеља изласка. Албум је такође постигао златни статус у Великој Британији само два дана након објављивања.
Капалди је такође ушао у историју тако што је постао први уметник у глобалној историји који је истовремено најавио и распродао арену пре објављивања деби албума. Концерти су се распродали у секунди након што су улазнице постале доступне, док ће Капалди наступати пред четвртином милиона људи на својим наступима у марту 2020. године.
Someone You Loved је песма која је 2020. добила Греми номинацију и освојила две Награде Брит.

## Приватни живот
Капалди је шкотског и италијанског порекла. Са очеве стране, Капалдијев другостепени рођак је глумац серије Доктор Ху, Питер Капалди, који се појавио у његовом музичком споту за "Someone You Loved" и био је главни певач и гитариста у пунк рок бенду Дреамбојс. Он је такође удаљени рођак нуклеарног физичара, рођеног у Бархеду, Јозефа Капалдија. Подржава ФК Селтик .
Капалди је познат по присуству на друштвеним медијима, посебно по хумористичким видео снимцима.

## Дискографија

### Албуми
Назив: Divinely Uninspired to a Hellish Extent, издат 17. маја 2019. године

### Синглови
- Bruises
- Lost On You
- Fade
- Rush
- Tough
- Grace
- Someone You Loved